# B-Klasse (1912)
Die im Sommer 1912 gebildete B-Klasse der Royal Navy umfasste von den 74 Torpedobootszerstörern der von 1897 bis 1903 gelieferten „30-knotter“-Klasse und entsprechenden „Specials“ die 24 Boote mit vier Schornsteinen. Die Drei-Schornsteiner kamen in die C-, die Zwei-Schornsteiner in die neugebildete D-Klasse.
Die meisten Vierschornstein-Boote hatte die Werft Laird Brothers in Birkenhead mit vierzehn geliefert. Weitere sieben kamen von Palmers, von denen allerdings zwei Spekulationsbauten der Werft erst 1909 angekauft worden waren. Je ein Boot lieferten Armstrong, Doxford und J. & G. Thomson. Von den 24 gebauten Booten waren 1912 noch 22 vorhanden. Noch vor endgültigen Indienststellung war 1901 die von Armstrong gebaute HMS Cobra (Versuchsboot für Turbinenantrieb) verloren gegangen. 1904 sank dann noch die HMS Sparrowhawk auf der China Station. Im Ersten Weltkrieg gingen zwei weitere Zerstörer durch Unfälle verloren. Die verbliebenen Boote wurden zwischen 1919 und 1921 verschrottet.

## Geschichte

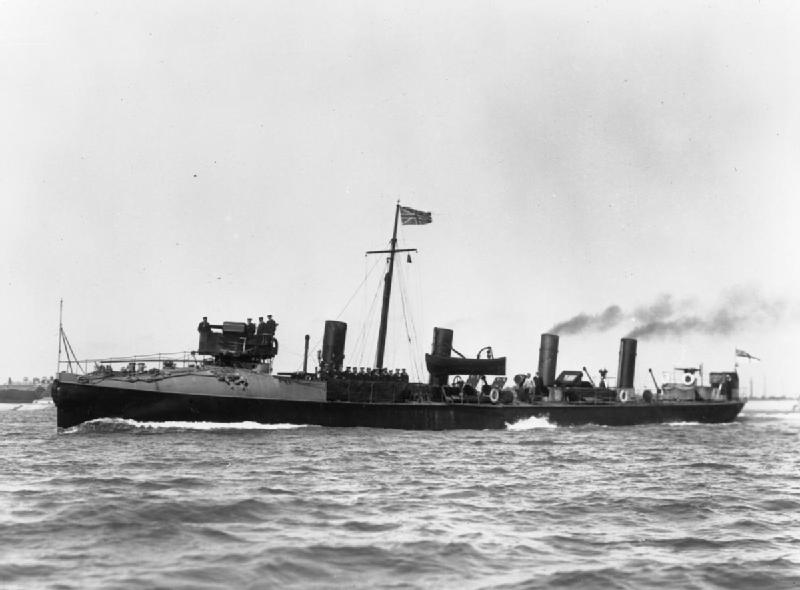
HMS Ferret, der erste Laird-Zerstörer der Royal Navy

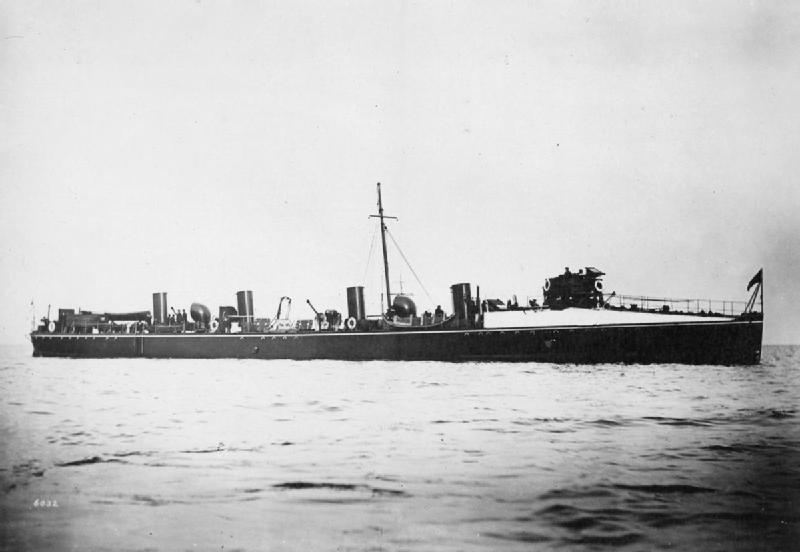
HMS Banshee,
erstes Boot der 2. Laird-Serie

Die Werft von Laird Brothers in Birkenhead gehörte zu den ersten Herstellern von Torpedobootszerstörern. Die vier Laird-„30-knotter“ Zerstörer der Quail-Klasse waren bereits der dritte Auftrag der Royal Navy an die Werft nach den beiden „26- knottern“ vom Ferret-Typ und den drei „27- knottern“ vom Banshee-Typ. Mit dem Torpedokanonenboot Almirante Lynch hatte sie auch das erste Kriegsschiff gebaut, das erfolgreich einen Torpedo mit Eigenantrieb einsetzte, als die Almirante Lynch im chilenischen Bürgerkrieg von 1891 das Flaggschiff der Rebellen, die Panzerfregatte Blanco Encalada, versenkte.
Wie schon die fünf Vorläufer hatten die insgesamt vierzehn von der Werft Laird gelieferten „30-knotter“ vier Schornsteine. Neben der ersten Serie von vier Booten für die Royal Navy baute Laird auch vier ähnliche Zerstörer für die chilenische Marine (Capitán Orella, Capitán Muñoz Gamero, Teniente Serrano und Guardiamarina Riquelme), die damit über die modernsten Torpedoschiffe in Südamerika verfügte. Es folgte ein weiterer Auftrag über sechs Boote für die Royal Navy, die bis zum Herbst 1898 abgeliefert wurden und keine Schwierigkeiten hatten, die geforderten Geschwindigkeiten zu erreichen.
Der nächste Auftrag an Laird gehörte zu dem Versuch der Royal Navy, auf der Basis des alten Havock-Entwurfs noch schnellere Boote zu erhalten. Es wurden Aufträge für je ein Versuchsboot an Thomson (Arab), Thornycroft (Albatross) und Laird (Express) vergeben, die auch als „33-knotter“ bezeichnet wurden, da diese Geschwindigkeit erreicht werden sollte. Mit 73 m Länge über alles war das Laird-Boot Express 6,5 m länger als die vorangegangenen Boote und wies eine veränderte Rumpfform auf. Trotz der zusätzlichen 3000 PS erreichte es die geforderte Geschwindigkeit nicht. Umfangreiche Tests mit verschiedenen Propellerformen schafften keine Abhilfe. Bei gleicher Bewaffnung war das Boot unwesentlich schneller, hatte aber eine teure, empfindliche und anfangs unzuverlässige Maschine.
1900 erwarb die Royal Navy von Laird noch den schon fertiggestellten Spekulationsbau Orwell, 1901 dann mit Lively und Sprightly zwei weitere schon von der Werft auf eigene Rechnung begonnene Boote, die sich nur geringfügig von den Admiralitätsaufträgen unterschieden.

### Die Vierschornsteiner anderer Werften

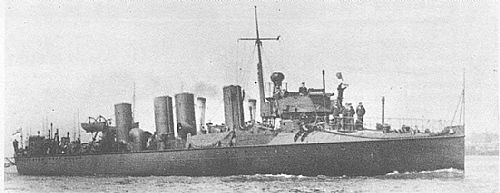
Die Arab von Thomson

Der erste von der Royal Navy bei einer anderen Werft bestellte Vierschornsteiner war der 33-knotter Arab (470 t, 70,7 m, 30,7 kn) bei Thomson in Clydebank, der ebenfalls die geforderte höhere Geschwindigkeit nicht erreichte. Die Arab kam als letzter von der Navy bestellter „33(30)-knotter“ in Dienst.

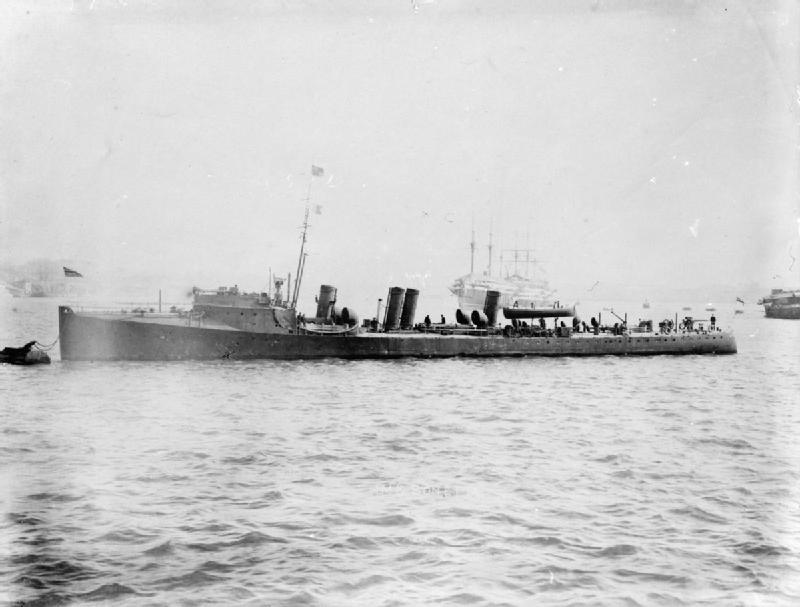
Das Turbinenboot Bonetta von Palmers

Es folgte der Auftrag für ein Boot (Spiteful, 400 t, 67,1 m, 30 kn) bei Palmers, wo schon acht Boote als Dreischornsteiner bestellt worden waren. Dem Einzelauftrag folgte eine Bestellung von drei weiteren Booten und im Juli 1901 der Ankauf des fertiggestellten, ähnlichen Spekulationsbaus Kangaroo. Von der Werft erwarb die Navy 1909 noch zwei weitere Spekulationsbauten (Albacore, Bonetta, 440 t, 65,7 m, 26,5 kn, Turbinenantrieb), die Elemente der inzwischen gebauten River-Klasse aufwiesen und Verluste ausgleichen sollten. Palmers lieferte so mit insgesamt 15 Booten die größte Zahl von „30-knottern“ an die Royal Navy.

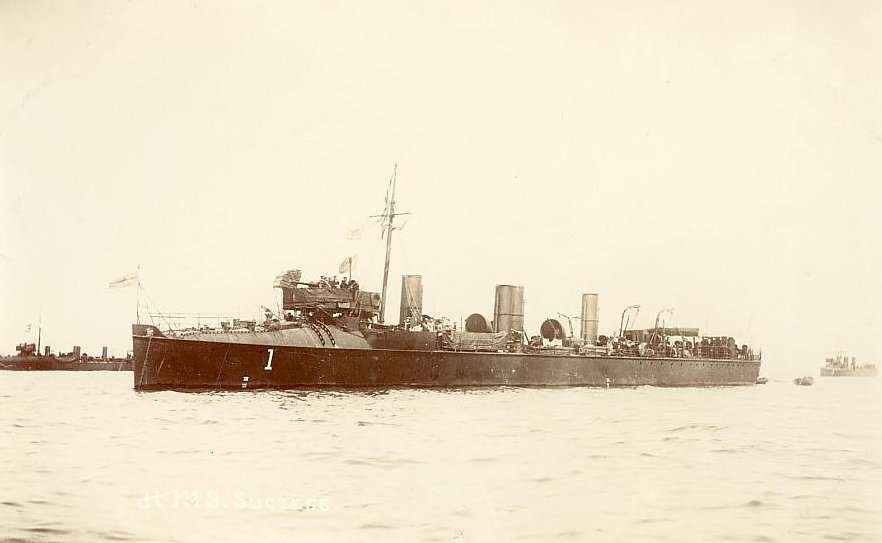
Die bei Doxford gebaute Success

Wie bei den Palmer-Booten standen auch bei der bei Doxford bestellten Success (380 t, 65,7 m, 30 kn) die beiden mittleren Schornsteine eng beieinander. Auch diese Werft hatte zuvor schon drei „30-knotter“ mit drei Schornsteinen geliefert.
Im Mai 1900 kaufte die Royal Navy dann bei Armstrong noch das bereits vom Stapel gelaufene Turbinen-Versuchsboot Cobra an, das aber schon auf der Fahrt zur Endausrüstung am 19. September 1901 verloren ging.
Als 1912 die Royal Navy dann Buchstaben als Klassenbezeichnung für ihre Zerstörer einführte, wurden die „30-knotter“ und die noch vorhandenen Versuchsbauten für höhere Geschwindigkeiten nach der Zahl ihrer Schornsteine in die neue D- (zwei), C- (drei) oder mit vier Schornsteinen in die B-Klasse eingeordnet. Letztere bestand aus 22 Booten von vier Werften (13 von Laird, sieben von Palmers und je eins von Doxford und John Brown, ehemals Thomson).

## Einsatz
Der erste große öffentliche Auftritt der neuen Boote fand am 26. Juni 1897 statt, als die ersten von Laird fertiggestellten „30-knotter“ Quail, Sparrowhawk, Trasher und Virago neben den Bauten anderer Werften an der Flottenparade zu Ehren des Diamantenen Thronjubiläums der britischen Königin Victoria auf dem Spithead teilnahmen.
Als Durchgangsstation für die in Dienst kommenden Boote diente meist die Schulflottille für Zerstörer in Devonport. Die Wolf wurde nach dem Untergang der Cobra in Portsmouth umfassend getestet und belastet, um zu prüfen, ob die Admiralitätsentwürfe hinreichend standfest seien. Im August 1907 kollidierte der Kreuzer Attentive mit der Quail, deren Bug schwer beschädigt wurde. Ab 1910 wurden die inzwischen veralteten Zerstörer vor allem zu Schulzwecken und in Einheiten der 2. Linie eingesetzt.

### Auslandseinsätze
Die internationalen Spannungen des Jahres 1898 führten zur Entsendung des älteren Zerstörers Rocket und der neuen Quail zur Nordamerika-Station. Zur Sicherung der britischen Interessen bildete das Geschwader drei Kampfgruppen. Die Quail kam zusammen mit dem Flaggschiff Renown und den Kreuzern Intrepid und Pearl zum Einsatz. Die Quail blieb weiterhin in Westindien und war an der Blockade Venezuelas mit den Kreuzern Retribution und Charybdis und der deutschen Kaiserlichen Marine beteiligt. 1903 kehrte der Zerstörer dann in die Heimat zurück.
Als 1900 der Boxer-Aufstand in China ausbrach, gehörten die älteren Torpedobootszerstörer Handy, Hart und Janus sowie die 30-knotter Fame (Thornycroft), Otter (Vickers) und Whiting (Palmers) zu den dort eingesetzten Einheiten. Die Laird-Zerstörer Sparrowhawk und Virago gehörten zu den entsandten Verstärkungen. Beide blieben auf der China Station. Die Sparrowhawk ging allerdings schon am 17. Juni 1904 vor der Jangtse-Mündung verloren. Die Virago sollte 1914 ausgesondert werden, blieb aber wegen des Kriegsausbruchs bis zum 10. Mai 1919 als Wachboot in Hongkong im Dienst.
Bei der Mittelmeerflotte waren etliche der Vierschornstein-Zerstörer im Einsatz, so schon 1900 die Earnest und Griffon, 1901 auch Thrasher, Locust, Panther, Seal, Orwell, aber auch die Palmer-Boote Myrmidon und Kangaroo. Auch die Quail wurde dort von Oktober 1904 bis 1906 eingesetzt.

### Kriegseinsätze

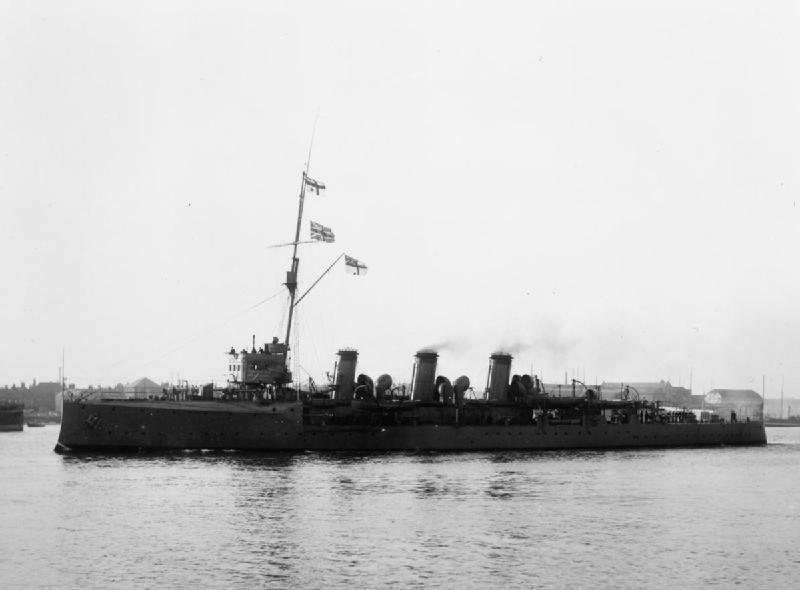
Das Flaggschiff der 7. DF, HMS Skirmisher

Im Juli 1914 wurde die Royal Navy zum Test mobilisiert. Von den 22 vorhandenen Zerstörern der B-Klasse gehörten zwölf zur vom Spähkreuzer HMS Skirmisher geführten 7. Zerstörerflottille (Quail, Thrasher, Earnest, Locust, Panther, Seal, Wolf, Orwell, Lively, Sprightly, Success, Arab), dazu neun Zerstörer der C-Klasse und acht Torpedoboote der Cricket-Klasse. Als Tender diente der alte Kreuzer Leander.
Der Trasher gelang am 8. Februar 1917 die Versenkung des deutschen U-Bootes UC 39 drei Seemeilen südlich von Flamborough Head. Sie überraschte das aufgetaucht einen Dampfer angreifende U-Boot und beschoss es. Als das U-Boot zu tauchen versuchte, wurde es durch eine Wasserbombe schwer beschädigt. Wieder an der Oberfläche wurde das deutsche Boot erneut beschossen. 17 (?) Mann der Besatzung wurden gefangen genommen und zwei britische Kriegsgefangene befreit. Sieben Deutsche starben, darunter der Kommandant. Der Versuch, das U-Boot abzuschleppen, misslang.
Als die zuletzt im Humber stationierte Flottille als „East Coast Forces“ Ende Februar 1919 aufgelöst wurde, waren die Quail, die Locust und die Arab noch immer bei dieser Einheit.  Unter den zuletzt 19 Zerstörern der Flottille waren mit Bullfinch, Leopard und Silvia auch drei Zerstörer der C-Klasse, die auch ab 1914 zur 7th DF gehörten.
Ab November 1917 waren Earnest, Griffon, Seal, Orwell, Lively und Sprightly neben je zwei Zerstörern der C- und D-Klasse sowie die Zephyr der A-Klasse bei der Irish Sea Hunting Flotilla, wo sie bis zum Kriegsende gegen U-Boote und Schmuggler in Dienst blieben.

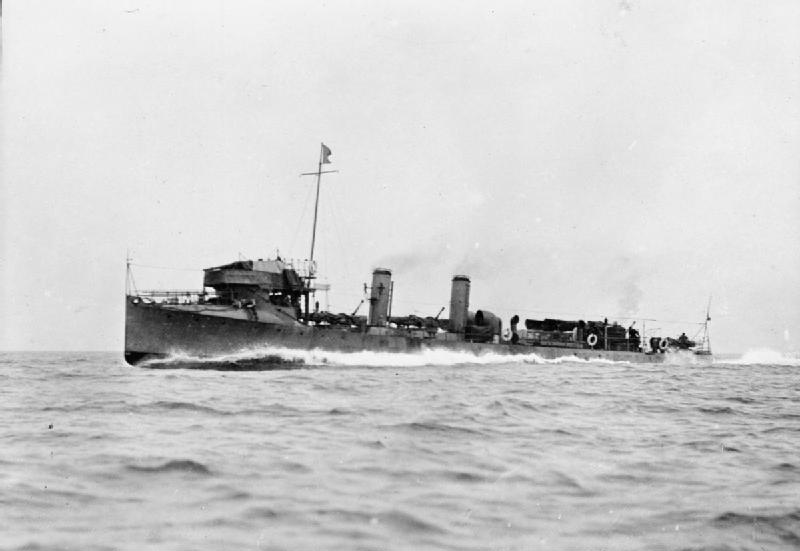
HMS Cricket, sp. TB.1

Die anfangs in Südengland stationierte 8. Zerstörerflottille hatte 1914 12 alte Zerstörer, darunter die Express, Peterel und Albacore der B-Klasse und zwölf Torpedoboote der Cricket-Klasse. Bei dieser Flottille, die früh zum Firth of Forth verlegte, verblieben Express und Peterel bis zum Juli 1917, um dann bei der East Coast Convoy Flotilla zum Einsatz zu kommen.
Die am Kanal eingesetzte 6. Zerstörerflottille, später Teil der Dover Patrol, verfügte 1914 über elf Zerstörer der Tribal-Klasse und 6 alte Zerstörer, darunter die Myrmidon, die Syren und die Kangaroo der B-Klasse, von denen 1918 noch die beiden letzteren bei der Einheit waren, die Syren allerdings als außer Dienst befindliches Reserveboot.
Zwei Boote der B-Klasse gingen während des Kriegs durch Unfälle verloren. Die bei der 7. Zerstörerflottille eingesetzte Success strandete bei Sturm am 27. Dezember 1914 vor Fife Ness und war der erste britische Verlust eines Zerstörers im Weltkrieg. Als zweites Boot der Klasse ging am 26. März 1917 HMS Myrmidon der 6. Zerstörerflottille im Kanal nach Kollision mit dem Dampfer Hambourn verloren, wobei ein Mann ertrank.

## Endschicksal
Alle Boote wurden 1919 außer Dienst gestellt und dann in den beiden Folgejahren verschrottet.

## Die Boote
| Name                 | BauNr. | Stapellauf | in Dienst           | Einsatz                        | außer Dienst                         |
| -------------------- | ------ | ---------- | ------------------- | ------------------------------ | ------------------------------------ |
| Laird HMS Quail      | 606    | 24.09.1895 | 06.1897             | 7thDF Humber                   | 23.07.1919 zum Abbruch               |
| HMS Sparrowhawk      | 607    | 8.10.1895  | 06.1897             | 17.06.1904 vor China gesunken  |                                      |
| HMS Thrasher         | 608    | 5.11.1895  | 06.1897             | Nore Local Flotilla            | 4.11.1919 zum Abbruch                |
| HMS Virago           | 609    | 19.11.1895 | 06.1897             | China Station                  | 10.10.1919 zum Abbruch               |
| HMS Earnest          | 621    | 7.11.1896  | 11.1897             | IrishSea Hunting Flo.          | 7.01.1920 zum Abbruch                |
| HMS Griffon          | 622    | 21.11.1896 | 11.1897             | IrishSea Hunting Flo.          | 7.01.1920 zum Abbruch                |
| HMS Locust           |        | 5.12.1896  | 07.1898             | 7thDF Humber                   | 6.10.1919 zum Abbruch                |
| HMS Panther          |        | 21.01.1897 | 01.1898             | 6thDF Dover                    | 7.06.1920 zum Abbruch                |
| HMS Seal             |        | 6.03.1897  | 05.1898             | IrishSea Hunting Flo.          | 17.03.1921 zum Abbruch               |
| HMS Wolf             |        | 2.06.1897  | 07.1898             | 2nd DF Londonderry             | 1.07.1921 zum Abbruch                |
| HMS Express          | 629    | 11.12.1897 | 02.1902             | 2nd DF Londonderry             | 17.03.1920 zum Abbruch               |
| HMS Orwell           | 633    | 29.09.1898 | 01.1900             | IrishSea Hunting Flo.          | 1.07.1920 zum Abbruch                |
| HMS Lively           | 640    | 14.07.1900 | 04.1902             | IrishSea Hunting Flo.          | 1.07.1921 zum Abbruch                |
| HMS Sprightly        | 639    | 25.08.1900 | 03.1902             | IrishSea Hunting Flo.          | 1.07.1921 zum Abbruch                |
| Palmers HMS Spiteful | 734    | 11.01.1899 | 02.1900             | Portsmouth Local Flotilla      | 14.09.1920 zum Abbruch               |
| HMS Peterel          | 745    | 30.03.1899 | 07.1900             | 7th DF Humber                  | 30.08.1919 zum Abbruch               |
| HMS Kangaroo         | 753    | 29.12.1899 | angekauft 07.1901   | 6th DF Dover                   | 23.03.1920 zum Abbruch               |
| HMS Myrmidon         | 751    | 26.05.1900 | 05.1901             | 6th DF Dover                   | 26.05.1917 nach Kollision gesunken   |
| HMS Syren            | 752    | 20.12.1900 | 02.1902             | 6th DF Dover                   | 14.09.1920 zum Abbruch               |
| HMS Albacore         | 786    | 9.10.1906  | angekauft 3.05.1909 | Liverpool Local Flotilla       | 1.08.1919 zum Abbruch                |
| HMS Bonetta          | 787    | 14.01.1907 | angekauft 3.05.1909 | U-Boot-Tender 14thSubFl. Blyth | 7.06.1920 zum Abbruch                |
| Armstrong HMS Cobra  | 674    | 28.06.1899 | angekauft 8.05.1900 | 19.09.1901 gesunken            |                                      |
| Thomson HMS Arab     | 299    | 09.02.1901 | 01.1903             | 7th DF Humber                  | 23.07.1919 zum Abbruch               |
| Doxford HMS Success  | 282    | 21.03.1901 | 05.1902             | 7th DF                         | 27.12.1914 vor Fife Ness aufgelaufen |